# Plagithmysus paludis
Plagithmysus paludis är en skalbaggsart som beskrevs av Perkins 1927. Plagithmysus paludis ingår i släktet Plagithmysus och familjen långhorningar. Inga underarter finns listade i Catalogue of Life.